# 1920年美国总统选举怀俄明州选情
1920年11月2日，怀俄明州举行美国总统选举，这是1920年美国总统选举的一部分。该州选民选出三名选举人，负责投票选举总统和副总统。最终，共和党俄亥俄州参议员沃伦·G·哈定以 64.15% 的普选票击败了民主党第46任和第48任俄亥俄州州长詹姆斯·M·考克斯，后者与未来的纽约州州长和美国第32任总统富兰克林·D·罗斯福一起竞选。